# Point de givrage
Le point de givrage, connu également comme la température du point givrage ou le point de gelée, est une donnée météorologique calculée à partir de l'humidité, la pression et la température. Le point de givrage de l'air est la température à laquelle, tout en gardant inchangées les conditions barométriques courantes, l'air devient saturé de vapeur d'eau par rapport à la glace. Le point de givrage est donc l'équivalent du point de rosée pour la condensation de la vapeur d'eau directement en cristaux de glace et non en micro-gouttelettes. C'est le phénomène de déposition, qui survient lorsque le point de givre est atteint, qui crée la gelée blanche. 

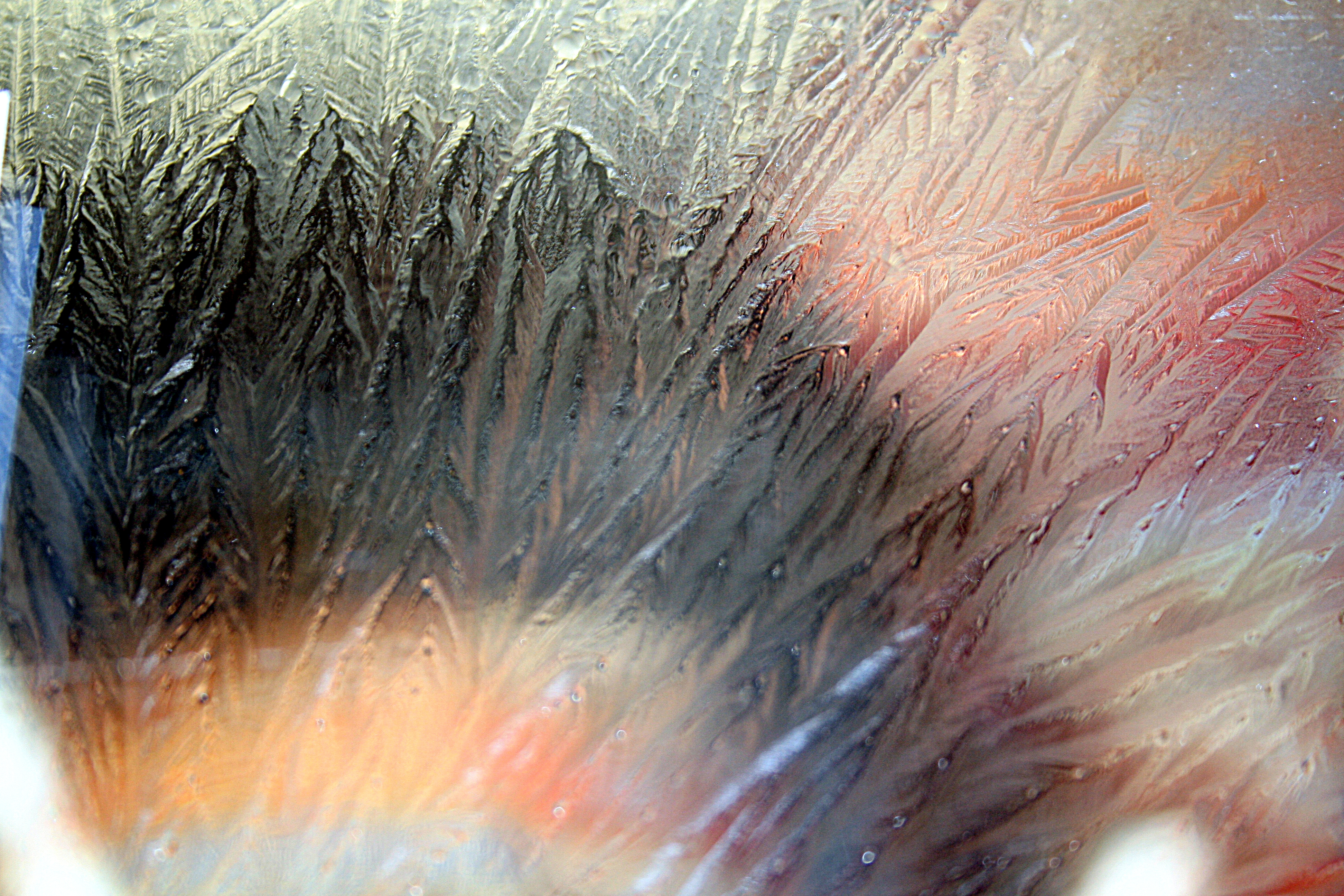
Formation de givre (cristaux de glace) sur une plaque de verre.

Le point de givrage n'est donc défini que sous le point de congélation. Il coexiste avec le point de rosée à ces températures mais comme la pression de vapeur saturante par rapport à la glace est plus faible, le point de givrage est atteint plus rapidement. La capacité hygrométrique détermine les phénomènes de saturation, plus il fait froid, moins l'air peut contenir d'humidité (humidité absolue) et les deux se rejoignent à zéro degré Celsius. 

## Équation
La température du point de givrage est plus grande que celle du point de rosée car la pression de vapeur saturante de la glace est inférieure à celle de l'eau. Quand on connaît le point de rosée, on peut calculer le point de givrage en kelvin ainsi (applicable seulement si la température est sous le point de congélation de 0 °C, soit de 273,15 K) :
{\displaystyle T_{f}=T_{d}+{\frac {2671{,}02}{{\frac {2954{,}61}{T}}+2{,}193665\ln(T)-13{,}3448}}-T\qquad {\begin{cases}T=\mathrm {temp{\acute {e}}rature\ de\ l'air} \ (K)\\T_{d}=\mathrm {point\ de\ ros{\acute {e}}e} \ (K)\\T_{f}=\mathrm {point\ de\ givrage} \ (K)\end{cases}}}

## Matériel de mesure
Certains thermo-hygromètres ou logiciels associés à ce type d'appareil sont prévus pour détecter ou prévoir le point de givrage, par exemple pour :
- intervenir par un bref chauffage du sol avant que ne se forment des plaques de verglas qui seraient dangereux dans une gare, un espace public, une aile, ou autre ;
- intervenir par un chauffage ou courant d'air pour éviter le gel sur des arbres fruitiers en fin d'hiver ;
- éviter la formation d'une couche de givre sur des produits agroalimentaires, etc.